# Lilys Heim

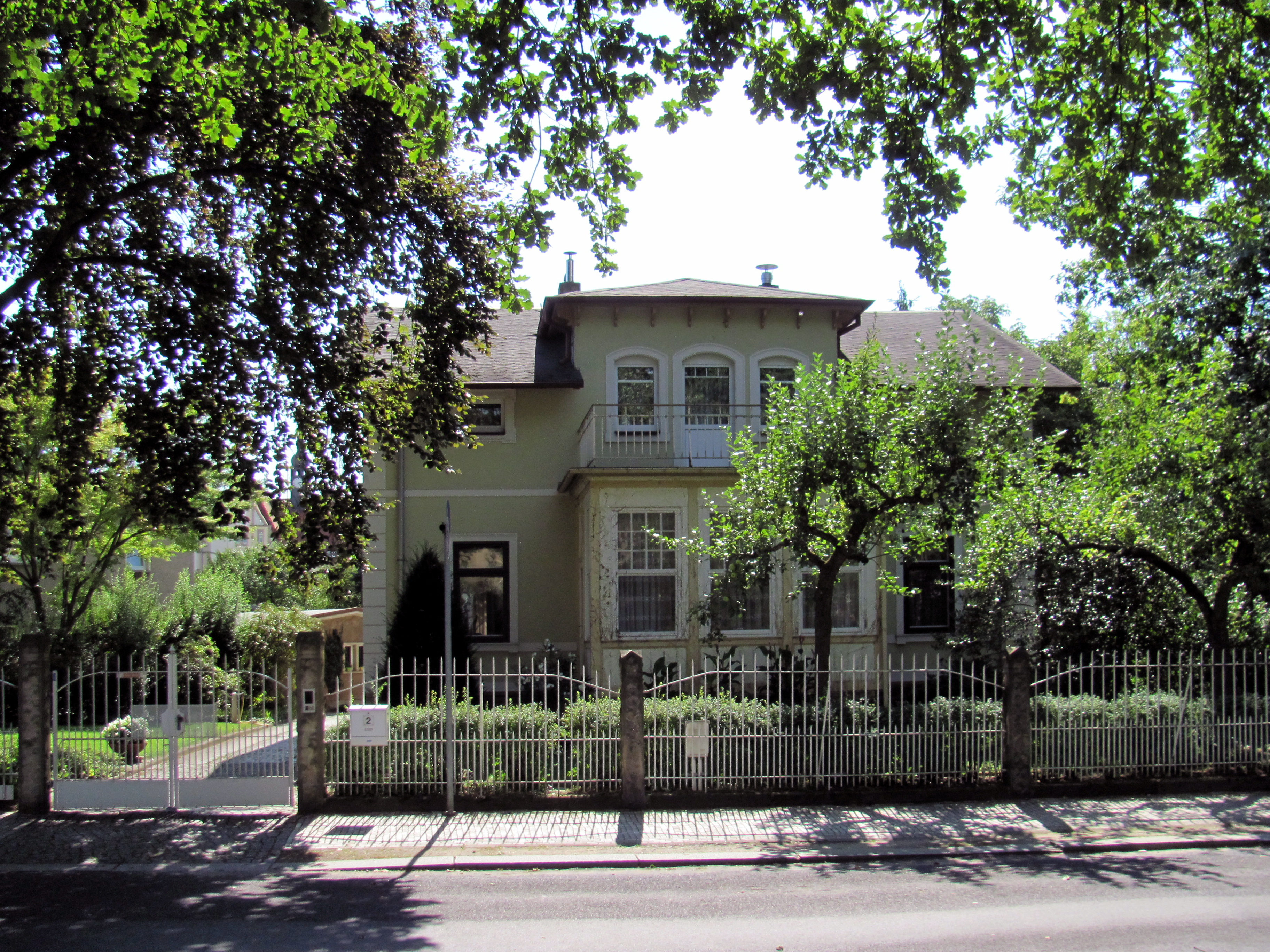
Villa Lilys Heim

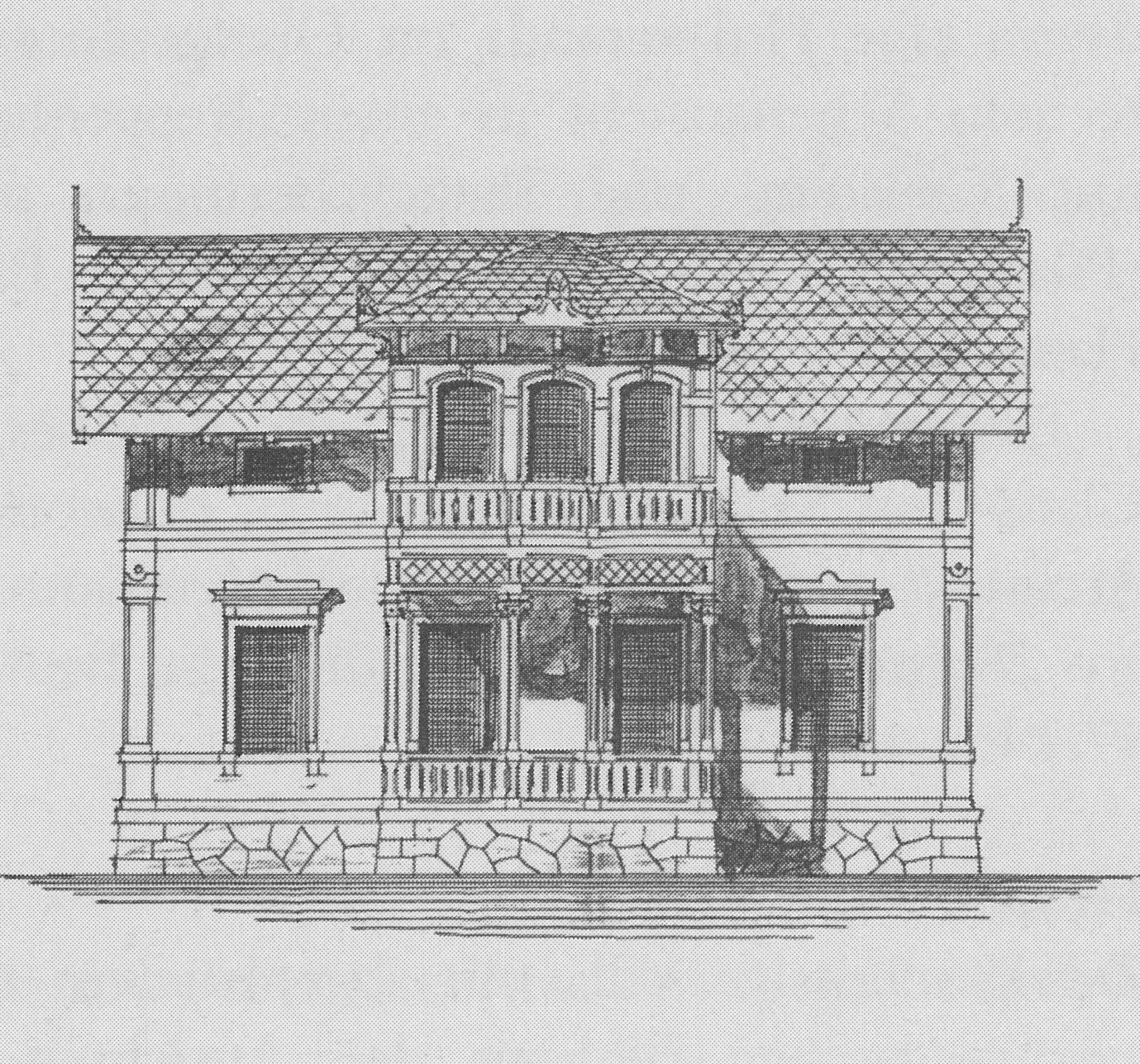
Bauzeichnung

Die Villa Lilys Heim liegt im Ursprungsstadtteil der sächsischen Stadt Radebeul, in der Hölderlinstraße 2. Sie wurde in den Jahren 1889–1891 durch die Bauunternehmer Gebrüder Ziller in der von ihnen selbst erschlossenen Moritzstraße, benannt nach Moritz Ziller als älterem Bruder, errichtet.

## Beschreibung
Die eineinhalbgeschossige, mitsamt der Einfriedung und der Toreinfahrt unter Denkmalschutz stehende landhausartige Villa im Schweizerstil hat einen mezzaninartigen Drempel unter dem weit überkragenden, flach geneigten verschieferten Satteldach. Das Gebäude steht traufständig auf einem Polygonalmauerwerks-Sockel.
In der Straßenansicht befindet sich mittig ein vollgeschossiges, dreiachsiges Zwerchhaus mit Walmdach, dessen Traufe von hölzernen Konsolen gestützt wird. Unter dem Zwerchhaus steht vor der Fassade eine Veranda mit Austritt obenauf.
Der reduzierte Putzbau mit Sandsteingliederung verlor bei einem Umbau 1916 durch die Architekten Schnauder & Rohn seine ursprüngliche Putzgliederung. Jüngst wurden jedoch Ecklisenen wieder hinzugefügt.
Auf der Rückseite steht ein Seitenflügel mit der gleichen Traufhöhe wie das Haupthaus, jedoch niedrigerer Firsthöhe.
Die Einfriedung ist ein Eisenzaun zwischen Sandstein-Pfeilern.